# Pierre-Jean Garat

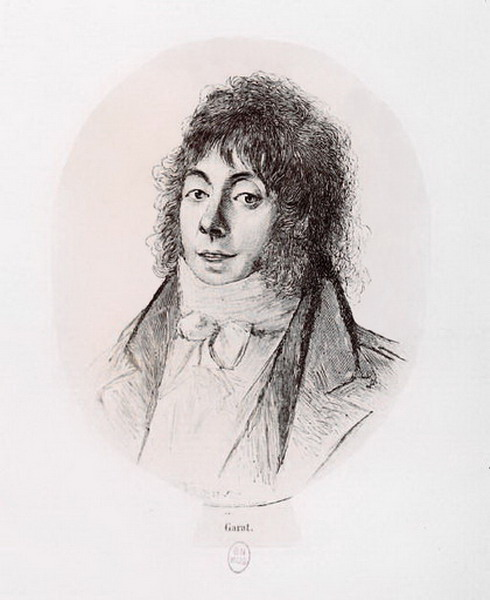
Pierre-Jean Garat

Pierre-Jean Garat (* 26. April 1762 in Bordeaux; † 1. März 1823 in Paris) war ein französischer Sänger (Tenor und Bariton).

## Leben
Garat war ein Sohn des Advokaten Dominique Garat (1735–1799). Das Geburtsdatum und der Geburtsort variieren in der Literatur zwischen dem 25., 26. oder 27. April 1762 oder 1764 und als Geburtsort Bordeaux oder Ustaritz; Seine Mutter brachte ihm das Singen bei. Als die Familie nach Bordeaux übersiedelte wurde er von Franz Beck unterrichtet. Der Vater schickte ihn 1780 nach Paris, um dort Jura zu studieren. Stattdessen widmete er sich dem Künstlermilieu und tätigte musikalischen Studien. Mit Interesse verfolgte er die Auseinandersetzungen zwischen den Gluckisten und Piccinisten. Er übte den Gesang, indem er die Sänger, deren Interpretationen er hörte, nachzuahmen versuchte, bis er die Stücke genauso gut wie sie darbieten konnte. Da er sein juristisches Fachstudium vernachlässigte entzog ihm der Vater jegliche Unterstützung.
Er wurde Privatsekretär des Grafen von Artois (und späteren Königs Karl X.), der ihn wegen seiner musikalischen Begabung förderte und in den musikalischen Zirkel der Königin Marie-Antoinette einführte. Die Königin stattete Garat um 1790 mit einem Jahresgehalt von 6000 Livre aus. In Paris wurde er wegen seiner schönen Stimme auch der „hübsche Papagei“ genannt. Der italienische Komponist Antonio Sacchini ließ sich von ihm während der Komposition des Werkes Œdipe à Colone jede Arie vorsingen. Er unterrichtete Garat in den Regeln der Gesangskunst und auch in der Musiktheorie. Es kam erst zu einer Versöhnung mit seinem Vater, als dieser ihn in Bordeaux bei einem Besuch beim Grafen von Artois in einem Benefizkonzert für Franz Beck singen hörte und die Bewunderung für die Darbietung des Sohnes miterlebte.
Während er ersten Wirren der Französischen Revolution wurde er für neun Monate in Rouen inhaftiert und aufgrund der nun entfallenden königlichen Zuwendungen in ungünstigen politischen Zeiten, folgte er einer Einladung des Violinisten Pierre Rode ihn auf Konzertreisen ins Ausland zu begleiten. Diese Reise führte sie zunächst nach England und dann nach Hamburg. Um nicht in den Verdacht zu geraten Emigranten zu sein, kehrten sie 1794 zurück in die Heimat. 1795 wurde Garat für Konzerte am Théâtre Feydeau engagiert. Noch im selben Jahr wurde er als erster Gesangsprofessor an das neu gegründete Conservatoire de Paris berufen, dem viele berühmte Sänger entsprossen.
Garat stand nie auf der Opernbühne, sondern trat stets als Konzertsänger auf. Seine eigene Stimme hatte einen Umfang von drei Oktaven und ermöglichte es ihm, Arien für Tenor, Bass und sogar Frauenstimmen zu singen. Im Mittelpunkt seines Repertoires standen die Kompositionen Christoph Willibald Glucks, die er in ganz Europa interpretierte. Dabei wurde er für seine Ausdruckskraft und Stilbeherrschung gerühmt. Am 24. Dezember 1800 verdiente er sich mit der Tenorpartie in der Aufführung von Joseph Haydns Schöpfung in Paris 3600 Livre. 1802 erhielt er eine Einladung des russischen Kaisers nach Sankt Petersburg. Dies war sein letzter öffentlicher Auftritt als Sänger. Als er 1817 seine Stimme verlor und es ihm nicht mehr möglich war zu singen, verschlechterte sich auch seine Gemütslage. In seinem Unterricht legte er sehr viel Wert auf Ausdruck und Interpretation. Zu seinen Schülern zählten unter anderem die Opernsänger Caroline Branchu, Louis Nourrit, Louis Antoine Ponchard und der Bassist Nicolas-Prosper Levasseur. Seine eigene Stimme war weich und süß, aber ihr Umfang von drei Oktaven ermöglichte es ihm, Arien für Tenor, Bass und sogar Frauenstimmen zu singen.
Garat hatte einen jüngeren Bruder Joseph Dominique Fabry-Garat (* 1772/1774–1851) hatte zunächst eine Ausbildung beim Militär und im Finanzwesen absolviert. Er bildete sich ab 1790 als Dilettant im Gesang und in der Komposition von Romanzen aus. Als er 1808 seine Stellung im belgischen Finanzministerium verlor, konnte er sich erfolgreich als Konzertsänger und Gesangslehrer betätigen, bis er schließlich ein Amt im französischen Finanzministerium erhielt.

## Werke (Auswahl)
Außerdem komponierte er eine Anzahl von Romanzen, die zu seiner Zeit großen Erfolg hatten:
- Bélisaire (für Gesang mit Gitarrenbegleitung)
- Je t’aime tant
- Le Ménestrel
- Incantation à la nuit